# Jan Frederik van Deventer
Jan Frederik van Deventer (Brussel, 27 november 1822 - Loosduinen, 24 november 1886) was een Nederlands etser, tekenaar en kunstschilder.
Van Deventer kreeg zijn eerste schilderlessen van zijn oom Hendrikus van de Sande Bakhuyzen. Van Deventer was in 1847 een van de oprichters van Pulchri Studio (Den Haag). Hij is een broer van Willem Antonie van Deventer, neef van Hendrikus van de Sande Bakhuyzen.
- Biografisch Portaal: 86249948
- Gemeinsame Normdatei: 116088397
- International Standard Name Identifier: 0000 0000 6678 2421
- Nederlandse Thesaurus van Auteursnamen: 07000580X
- RKD-Nederlands Instituut voor Kunstgeschiedenis: 22369
- Union List of Artist Names: 500031846
- Virtual International Authority File: 64749055
- WorldCat: E39PBJtX8mCCVwXkJBRWVHBwYP